# 四国経済連合会

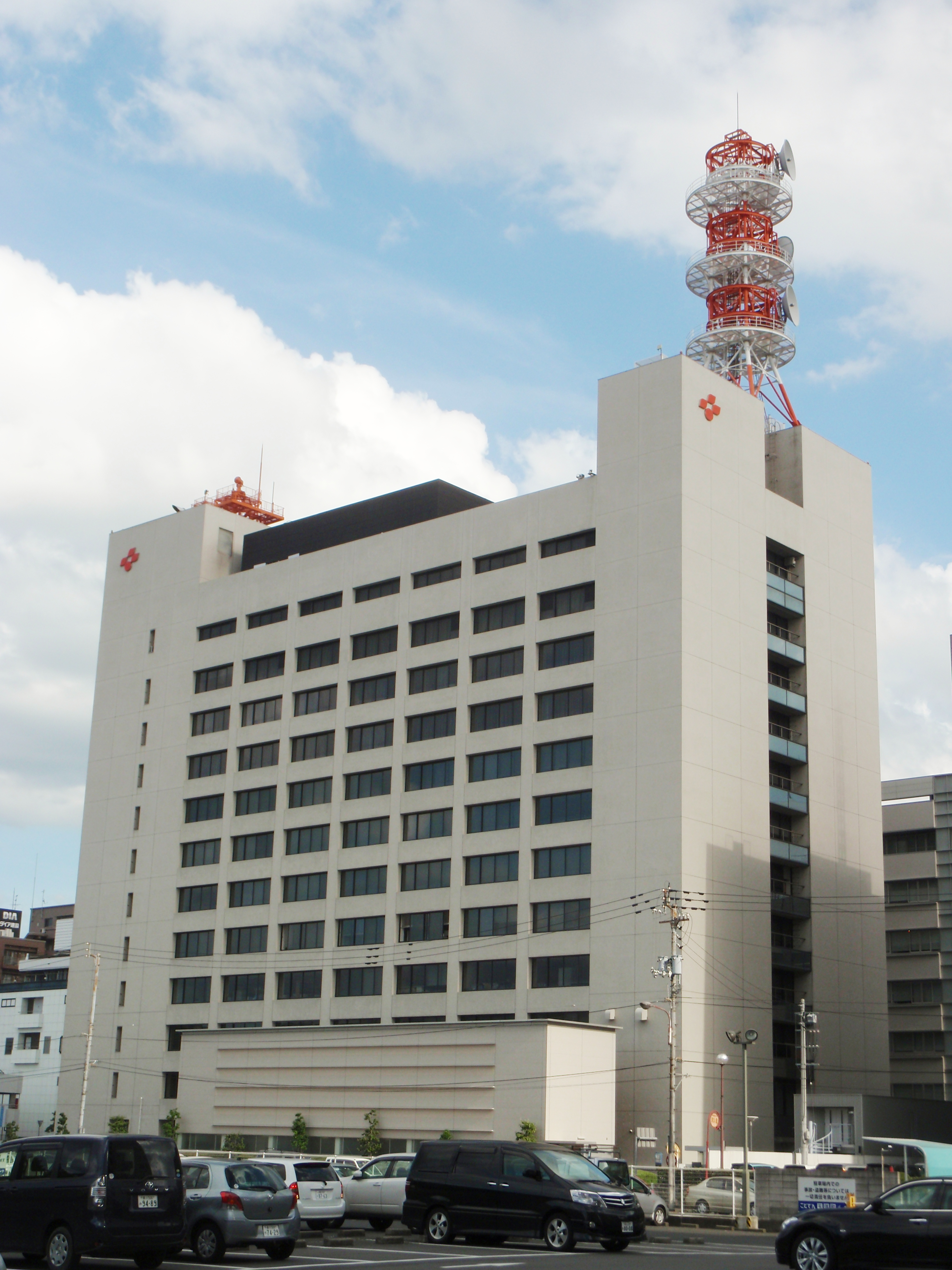
四国経済連合会が入る四電ビル本館

四国経済連合会（しこくけいざいれんごうかい、略称：四経連）は、1963年（昭和38年）に創立された四国地域の経済団体で、産業経済などの重要課題を調査研究し、四国経済界の意見を取りまとめ、その実現に努力し、四国地域の発展を通じて日本の経済社会の繁栄に寄与することを目的としている。

## 所在地
- 香川県高松市丸の内2番5号　ヨンデンビル本館４階

## 主な事業活動
- 四国地域の活性化を支援する諸活動を展開する。
- 地域の諸課題について調査・研究するとともに、意見集約を行う。
- 各種委員会活動を行う。
- 政府はじめ関係機関に対し要望や提言を行う。
- 日本経済団体連合会はじめ他地域経済団体との交流・連携を推進する。
- 各種講演会を開催する。
- 四経連会報はじめ各種刊行物を発行する。
- 会員相互の親睦と交流を図る。

## 歴代会長
全て四国電力の社長経験者である。
| 代   | 氏名     | 就任年    | 退任年    |
| ---- | -------- | --------- | --------- |
| 初代 | 中川以良 | 1963年3月 | 1980年6月 |
| 2    | 山口恒則 | 1980年6月 | 1989年5月 |
| 3    | 佐藤忠義 | 1989年5月 | 1993年6月 |
| 4    | 山本博   | 1993年6月 | 1999年6月 |
| 5    | 近藤耕三 | 1999年6月 | 2005年6月 |
| 6    | 大西淳   | 2005年6月 | 2009年6月 |
| 7    | 常盤百樹 | 2009年6月 | 2015年6月 |
| 8    | 千葉昭   | 2015年6月 | 2019年6月 |
| 9    | 佐伯勇人 | 2019年6月 |           |